# Tomáš Berdych
Tomáš Berdych (; Valašské Meziříčí, 17 settembre 1985) è un ex tennista ceco.
Divenuto professionista nel 2002, ha raggiunto il suo miglior ranking ATP il 18 maggio 2015, quando è diventato nº 4 del mondo.
Ha raggiunto la finale di Wimbledon 2010, almeno la semifinale nei restanti tre tornei del Grande Slam e la semifinale alle ATP Finals 2011.
Complessivamente vanta tredici titoli ATP, tra cui il Master 1000 di Parigi 2005.

## Carriera
Berdych è divenuto professionista nel 2002, dopo la vittoria di due tornei Futures della Repubblica Ceca battendo Pavel Šnobel nella finale del torneo F8 per 6-2, 6-3 e Ladislav Chramosta per 6-4, 6-3 nel torneo F5.
Nel 2003 Berdych vinse tre tornei Futures categoria F5, contro Peter Clarke 6-1, 6-4, nel challenger di Budaors contro Ivajlo Trajkov 6-2, 6-3 e nel challenger di Graz Julian Knowle 6-4, 5-7, 6-2. Raggiunge anche la finale del torneo F1 del Regno Unito perdendo però contro Wesley Moodie 6(5)–7, 6(5)–7. Raggiunse inoltre sei semifinali. Vinse inoltre il suo primo match dell'ATP Tour nello US Open contro Tomas Behrend 5-7, 6-3, 6-2, 6-3 ma perse al secondo turno contro Juan Ignacio Chela 6-2, 1-6, 4-6, 3-6.
Nel 2004 Berdych si concentrò sui Challenger e nell'ATP Tour. Nei Challenger vinse a Besançon contro Julien Benneteau 6-3, 6-1 e a Braunschweig contro Daniel Elsner 4-6, 6-1, 6-4. Nell'ATP Tour iniziò con una vittoria agli Australian Open 2004 battendo Nicolas Mahut 6-4, 6-2, 5-7, 6-3 prima di perdere con la testa di serie nº 4 Andre Agassi 0-6, 2-6, 4-6. Vinse inoltre con Galo Blanco, Björn Phau e Potito Starace nel circuito ATP. Debuttò al Roland Garros nel 2003 e a Wimbledon nel 2002, ma perse subito al primo turno.
Successivamente prese parte al torneo olimpico di Atene. Dopo la vittoria al primo turno contro Florian Mayer per 6-3, 7-5 Berdych sconfisse il nº 1 al mondo Roger Federer 4-6, 7-5, 7-5 nonostante una serie di sole cinque vittorie nel circuito ATP. Al terzo turno sconfisse la testa di serie nº15 Tommy Robredo 7–6(2), 4-6, 8-6 e fu poi eliminato nei quarti da Taylor Dent 6-4, 6-1.
Dopo i buoni risultati di Atene raggiunse il quarto turno agli US Open battendo Jonas Björkman 6-3, 2-6, 6-2, 1-6, 6-3, Tuomas Ketola 6-3, 7–6(1), 6-3 e Michail Južnyj 2-6, 6-1, 6-3, 4-6, 6-1, prima di perdere contro Tommy Haas 6(6)–7, 1-6, 5-7. Il 2004 fu l'anno del primo torneo vinto, a Palermo, dopo avere sconfitto David Ferrer 7-5, 6-4 in semifinale e Filippo Volandri 6-3, 6-3 in finale.

### 2010: Finale a Wimbledon
Berdych inizia l'anno al torneo di Brisbane, dove raggiunge le semifinali prima di perdere contro il futuro campione Andy Roddick 6-1, 3-6, 4-6. Viene poi sconfitto al secondo turno nel torneo di Sydney da Peter Luczak e agli Australian Open da Evgenij Korolëv.
Inanella poi una serie di tre quarti di finale: nel SAP Open perde contro Andy Roddick 6(5)–7, 6(5)–7, al torneo di Memphis viene battuto da Ernests Gulbis 6-3, 3-6, 6(3)–7 e nel primo Master dell'anno, a Indian Wells, da Rafael Nadal 4-6, 6(4)–7 dopo avere battuto Fernando Verdasco 6-0, 6-3.
A Miami elimina la testa di serie nº 1 Roger Federer 6-4, 6(3)–7, 7–6(6) dopo avere salvato un match-point sul servizio di Federer nel tie-break decisivo sul punteggio di 6-5, vincendolo poi per 8-6. Con la vittoria, la seconda contro lo svizzero, pone fine ad una serie di otto sconfitte consecutive subite. Nei quarti di finale batte Fernando Verdasco 4-6, 7–6(5), 6-4 e in semifinale elimina Robin Söderling con il punteggio di 6-2, 6-2, ma perde in finale contro Andy Roddick 5-7, 4-6.
Berdych ha raggiunto la semifinale del Roland Garros, perdendo contro Robin Söderling (giustiziere del campione uscente Roger Federer) solo al quinto set con il punteggio di 3-6, 6-3, 7-5, 3-6, 3-6. Nel corso del torneo Berdych ha battuto Michail Južnyj nei quarti per 6-3 6-1 6-2, Andy Murray negli ottavi e John Isner al quarto turno.
A Wimbledon supera Golubev e al secondo turno Benjamin Becker, entrambi in tre set, ha poi la meglio su Denis Istomin in cinque set, mentre negli ottavi supera il nº 100 del mondo Daniel Brands in quattro set. Nei quarti sconfigge in quattro set a sorpresa la testa di serie nº 1 Federer, che aveva già battuto da nel loro ultimo incontro disputato a Miami. Raggiunge così la semifinale a Wimbledon, la seconda consecutiva nei tornei dello Slam, record personale. Battendo Novak Đoković con il punteggio di 6-3, 7-6, 6-3 diventa il primo ceco che accede alla finale 23 anni dopo Ivan Lendl. Pochissime volte una testa di serie così bassa, la nº 12, ha raggiunto la finale a Londra. Nonostante un gran match si arrende in finale a Nadal con il punteggio di 3-6, 5-7, 4-6.
In vista degli US Open gioca al Canadian Open di Toronto e viene battuto nei quarti di finale da Federer con il punteggio finale di 6-3 5-7 7-6. A Cincinnati batte con un doppio 6-4 Paul-Henri Mathieu.

### 2011: Sesto titolo in carriera e Semifinale al Masters
Nel 2011 si conferma pressoché sui livelli dell'anno precedente, chiudendo la stagione al nº 7 dell'ATP World Tour 2011 e superando per la prima volta in carriera la quota di cinquanta vittorie stagionali. Inizia la stagione al Chennai Open dove perde in semifinale da Stan Wawrinka. Agli Australian Open arriva fino ai quarti, dopo avere battuto tra gli altri Philipp Kohlschreiber, Richard Gasquet e Fernando Verdasco, e viene eliminato in tre set da Đoković. A Rotterdam perde nei quarti contro Jo-Wilfried Tsonga, a Marsiglia dove viene eliminato nuovamente ai quarti da Marin Čilić e ai Dubai Tennis Championships perde di nuovo contro Đoković. A Indian Wells viene eliminato al quarto turno da Stan Wawrinka, mentre a Miami perde nei quarti di finale contro Nadal.
All'esordio stagionale sulla terra battuta a Montecarlo viene sconfitto nettamente al terzo turno da Ivan Ljubičić. Sia a Madrid che a Roma raggiunge i quarti di finale. In preparazione al Roland Garros gioca anche il torneo ATP 250 di Nizza e raggiunge la semifinale. Al Roland Garros esce al primo turno contro Stéphane Robert. Ad Halle perde in semifinale da Philipp Petzschner. A Wimbledon si presenta come vice-campione uscente, supera i primi tre turni senza perdere alcun set e viene eliminato a sorpresa da Mardy Fish. A Bastad perde la semifinale dal padrone di casa Robin Söderling. A Montréal Berdych è eliminato ai quarti di finale da Janko Tipsarević, mentre a Cincinnati si ritira in semifinale contro Novak Đoković per un problema alla spalla. Agli US Open si ripresenta dolore alla spalla ed è costretto a ritirarsi al terzo turno contro Janko Tipsarević.
Quasi un mese dopo Berdych vince il suo unico torneo dell'anno al China Open battendo in finale Marin Čilić per 3-6, 6-4, 6-1. A Shanghai perde invece al terzo turno da Feliciano López, dopo avere battuto nel turno precedente Radek Štěpánek. Sconfitto a Basilea al primo turno da Kei Nishikori. Berdych si riscatta raggiungendo le semifinali al Paris Masters, dove viene eliminato da Roger Federer, e alle ATP World Tour Finals, dove cede a Jo-Wilfried Tsonga.

### 2012: due titoli, semifinale agli US Open e primo trionfo in Coppa Davis
Inizia il 2012 agli Australian Open, nei primi tre turni perde in totale un solo set, e negli ottavi supera Nicolás Almagro al quarto set. Ai quarti è invece Rafael Nadal a imporsi in rimonta con il punteggio di 7–6(5), 6(6)–7, 4-6, 3-6. Vince il torneo di Montpellier battendo in finale Gaël Monfils per 6-2, 4-6, 6-3. A febbraio perde a Rotterdam in semifinale contro Juan Martín del Potro e a Dubai viene battuto nei quarti da Andy Murray. A Indian Wells viene eliminato da Nicolás Almagro agli ottavi, mentre esce al secondo turno a Miami per mano di Grigor Dimitrov. La stagione sulla terra battuta comincia con la semifinale persa contro il nº 1 del mondo Novak Đoković in tre set e la finale combattuta a Madrid contro Roger Federer, persa in tre set. Agli Internazionali D'Italia viene sconfitto da Rafael Nadal nei quarti in due set e perde la finale a Düsseldorf contro Janko Tipsarević.
All'Open di Francia 2012 elimina Dudi Sela e Michaël Llodra in tre set, al terzo turno sconfigge nel parziale decisivo Kevin Anderson che si era trovato in vantaggio di due set a uno. Negli ottavi di finale cede in quattro set a Juan Martín del Potro. Ad Halle viene eliminato da Tommy Haas ai quarti in tre set, mentre a Wimbledon esce a sorpresa dal torneo per mano di Ernests Gulbis dopo tre tie-break. Anche alle Olimpiadi di Londra 2012 perde al primo turno, questa volta contro Steve Darcis in due set. Al Canadian Open e a Cincinnati viene eliminato negli ottavi di finale rispettivamente da Richard Gasquet e Milos Raonic. A Winston-Salem si prende la rivincita su Darcis e viene sconfitto in finale da John Isner al tie-break del terzo set.

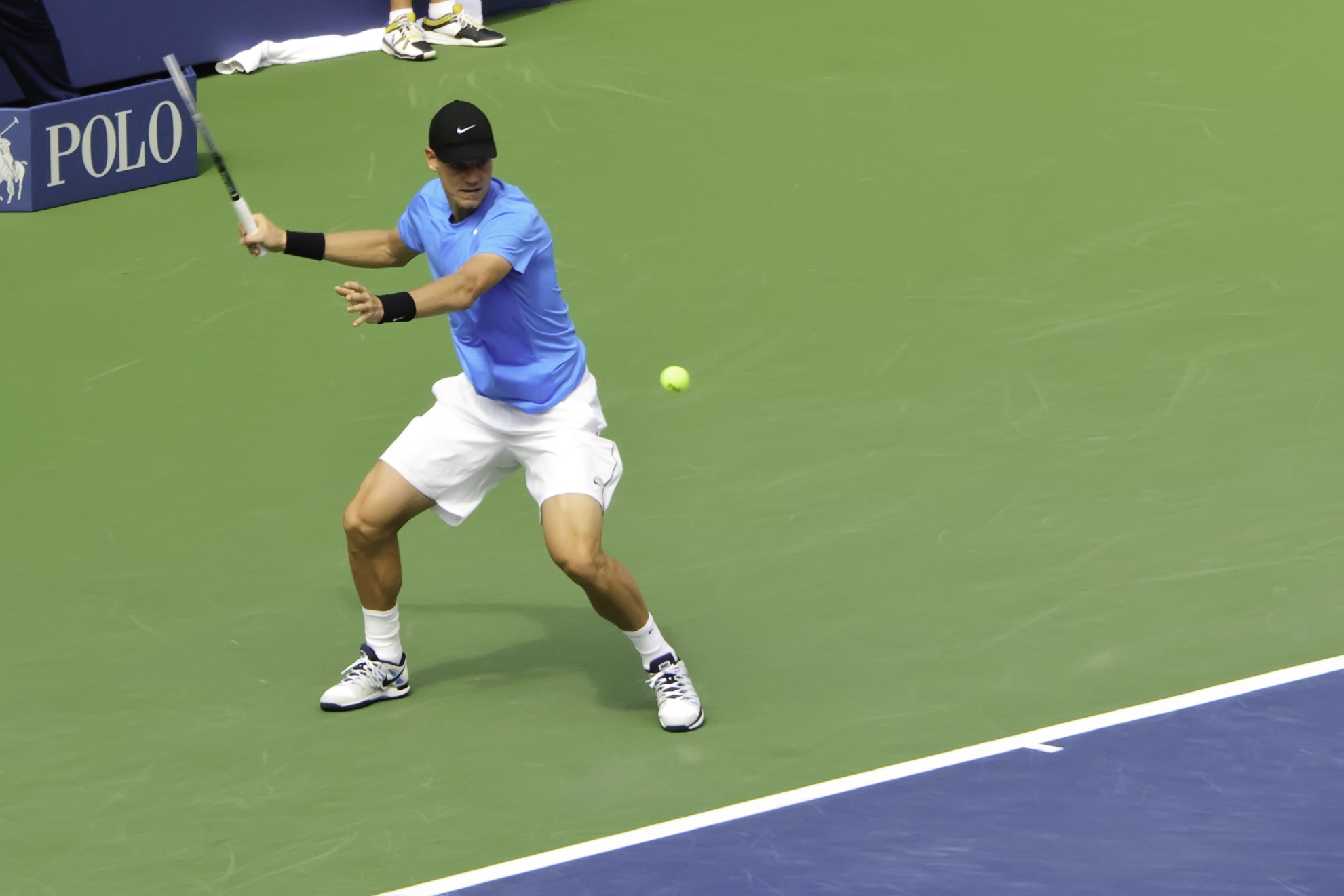
Tomáš Berdych agli US Open 2012

Agli US Open 2012 supera i primi quattro turni perdendo un solo set contro Sam Querrey al terzo turno; negli altri match Berdych batte David Goffin, Jürgen Zopp e Nicolás Almagro. Ai quarti il ceco supera il nº 1 Roger Federer con il punteggio di 7-6, 6-4, 3-6, 6-3. In semifinale, la prima dell'anno in una prova del Grande Slam, il ceco viene sconfitto da Andy Murray con il punteggio di 7-5, 2-6, 1-6, 6-7. La settimana successiva è protagonista in Argentina alle semifinali di Coppa Davis con i singolari vinti contro Juan Mónaco e Carlos Berlocq e con la vittoria in doppio assieme a Radek Štěpánek, trascinando la Repubblica Ceca in finale.
Berdych prende in seguito parte alla tournée asiatica, partecipando al torneo di Tokyo e viene eliminato in due set nei quarti di finale da Kei Nishikori, mentre al Masters 1000 di Shanghai sconfigge nei quarti di finale Jo-Wilfried Tsonga in due set e perde in semifinale contro Đoković per 3-6 4-6. A Stoccolma si aggiudica il secondo torneo della stagione, elimina Michail Južnyj nei quarti e Nicolás Almagro in semifinale, vince la finale contro Jo-Wilfried Tsonga per 4-6, 6-4, 6-4, recuperando un set e un break di svantaggio. Raggiunge poi i quarti di finale al Paris Masters e viene sconfitto da Gilles Simon con un doppio 6-4. Alle ATP Finals non supera il round robin, battuto da Đoković e Murray, che rendono inutile la vittoria contro Tsonga. Chiude la stagione conquistando la Coppa Davis; nel primo incontro di singolare supera in cinque set Nicolás Almagro, vince poi il doppio in coppia con Radek Štěpánek e perde il secondo singolare contro David Ferrer in tre set.

### 2013: tre finali e seconda Coppa Davis
Comincia la nuova stagione agli Australian Open, raggiunge i quarti sconfiggendo tra gli altri Jürgen Melzer e Kevin Anderson per 6-3 6-2 7-6, e viene sconfitto dalla prima testa di serie Novak Đoković per 6-1 4-6 6-1 6-4. Nella sfida di Coppa Davis contro la Svizzera vince i singolari contro Henri Laaksonen e Stan Wawrinka e si impone anche in doppio con Lukáš Rosol, superando 24-22 al quinto set la coppia svizzera dopo una battaglia durata oltre sette ore. A Marsiglia perde in semifinale da Jo-Wilfried Tsonga per 3-6 7-6 6-4. La settimana successiva vince con lo stesso risultato la semifinale di Dubai contro Federer e perde in finale contro Đoković per 7-5 6-3. A Indian Wells perde in semifinale per 6-4 7-5 da Nadal, mentre a Miami esce nei quarti di finale per mano del nº 8 del seeding Richard Gasquet con un doppio 6-3.
Sconfitto al terzo turno sia al Masters 1000 di Monte Carlo che a Barcellona, a Madrid supera nei quarti il nº 2 del mondo Andy Murray, e perde in semifinale contro Stan Wawrinka per 6-3 4-6 6-4. La settimana successiva agli Internazionali d'Italia supera nei quarti Đoković con una straordinaria rimonta: sotto per 2-6 2-5, conquista il secondo set per 7-5 e il terzo per 6-4. In semifinale si arrende al campione uscente Nadal per 6-2 6-4. Al Roland Garros perde al quinto set contro Gaël Monfils al primo turno dopo aver rimontato i primi due parziali persi. Sull'erba del Queen's esce nei quarti contro Marin Čilić. A Wimbledon si spinge fino ai quarti con i successi su Kevin Anderson al terzo turno e su Bernard Tomić in quello successivo, e perde in tre set contro il nº i al mondo Đoković.
Al Cincinnati Open raggiunge la semifinale senza perdere alcun set, sconfigge nei quarti il nº 2 del mondo Andy Murray e perde contro il nº 3 Nadal in due set. Agli US Open viene eliminato al quarto turno da Wawrinka, mentre supera Leonardo Mayer nella vittoriosa semifinale di Davis contro l'Argentina. Al Thailand Open ha la meglio su Gilles Simon in semifinale e in finale perde contro Milos Raonic in due set. Al China Open vince nei quarti contro il top 20 John Isner e si ritira durante la semifinale con Nadal. Si prende la rivincita contro il nº 11 del mondo Raonic al Paris Masters e perde nei quarti contro David Ferrer. Sconfigge lo spagnolo nel round robin alle ATP Finals, e viene eliminato con le sconfitte negli altri due match contro Nadal e Wawrinka. Assieme a Radek Štěpánek, sia nel doppio che in singolare, porta la Repubblica Ceca alla vittoria della seconda Coppa Davis, battendo fuori casa la Serbia per 3-2.

### 2014: semifinale agli Australian Open in singolare e secondo titolo in doppio
Gioca il primo torneo dell'anno a Doha e conquista il secondo titolo della carriera in doppio, in coppia con Jan Hájek. Agli Australian Open raggiunge per la prima volta in carriera le semifinali battendo David Ferrer in quattro set e viene sconfitto dal vincitore del torneo Stan Wawrinka con il punteggio di 6-3, 6(1)–7, 7–6(3), 7–6(4). A febbraio si aggiudica il nono trofeo in singolare al Rotterdam Open, battendo in semifinale Ernests Gulbis, e in finale Marin Čilić con il punteggio di 6-4, 6-2. Raggiunge per il secondo anno consecutivo la finale di Dubai e viene superato da Roger Federer. Raggiunge per la seconda volta in carriera la semifinale a Miami ma, a causa di una gastroenterite, non può scendere in campo contro Nadal. Disputa la terza finale dell'anno a Oeiras e cede in tre set a Carlos Berlocq. Perde i quarti di finale a Madrid contro Nadal, al Roland Garros contro Gulbis e al Queen's eliminato da Lopez. Esce invece al terzo turno a Wimbledon, battuto in tre set da Čilić.
Sul cemento americano l'unico risultato degno di nota sono i quarti di finale raggiunti agli US Open dove è ancora Čilić a estrometterlo in tre set. Raggiunge poi la finale a Pechino e deve arrendersi al nº 1 del mondo Đoković con il punteggio di 6-0, 6-2. Sconfitto nei quarti di finale a Shanghai, si aggiudica il successivo Stockholm Open con la vittoria nell'atto conclusivo contro il detentore del titolo Grigor Dimitrov con il punteggio di 5-7 6-4 6-4. Raggiunge la semifinale a Parigi-Bercy e viene sconfitto in tre set da Milos Raonic. Alle ATP Finals esce nel round-robin perdendo contro Đoković e Wawrinka e conquista solo una vittoria contro Čilić.

### 2015: Due titoli e seconda semifinale agli Australian Open
Inizia l'anno raggiungendo la finale a Doha, dove viene sconfitto da David Ferrer con il punteggio di 6–4, 7–5. Agli Australian Open raggiunge per il secondo anno consecutivo le semifinali, battendo nei quarti di finale il nº 3 del mondo Rafael Nadal con il punteggio di 6–2, 6–0, 7–6(5). Nel penultimo atto viene sconfitto da Andy Murray con il punteggio di 7–6(6), 0–6, 3–6, 5–7. Torna poi in campo a Rotterdam, dove raggiunge la seconda finale stagionale, ma viene sconfitto da Stan Wawrinka per 4–6, 6–3, 6–4. A Dubai viene invece fermato in semifinale dal nº 1 del mondo Đoković con il punteggio di 0–6, 7–5, 4–6. Raggiunge poi i quarti di finale a Indian Wells, dove viene eliminato da Roger Federer in due set, e la semifinale a Miami, dove viene sconfitto da Murray con un doppio 6–4.
Inizia la stagione su terra battuta raggiungendo senza perdere set la finale a Montecarlo, ma viene sconfitto ancora una volta da Đoković con il punteggio di 5–7, 6–4, 3–6. A Madrid supera Richard Gasquet, Jo-Wilfried Tsonga e John Isner raggiungendo la sesta semifinale stagionale, dove viene sconfitto da Nadal con il punteggio di 6(3)–7, 1–6. A gli Internazionali BNL d'Italia la sua corsa si arresta ai quarti di finale contro Federer. Non va oltre gli ottavi di finale a Parigi, fermato da Tsonga in quattro set.
Sull'erba di Halle viene sconfitto nei quarti di finale da Ivo Karlović in tre set. A Wimbledon raggiunge gli ottavi di finale, dove viene eliminato da Gilles Simon in tre veloci set. Viene poi sconfitto a sorpresa all'esordio a Montreal da Donald Young con il punteggio di 6(5)–7, 3–6. A Cincinnati raggiunge invece i quarti di finale, dove viene eliminato da Aleksandr Dolhopolov in due set. Anche nell'ultimo Slam della stagione si ferma agli ottavi, sconfitto da Gasquet in quattro set.
Torna in campo a San Pietroburgo, dove viene eliminato all'esordio da Bolelli. La settimana seguente a Shenzhen è testa di serie nº 1 e dopo un bye al primo turno conquista senza perdere set il suo primo titolo stagionale e undicesimo della carriera, superando Guillermo García López in finale. Viene poi sconfitto al primo turno a Pechino da Pablo Cuevas e nei quarti di finale a Shanghai dal nº 2 del mondo Murray. Partecipa poi al Stockholm Open, dove è testa di serie nº 1, e conquista il suo secondo titolo stagionale senza perdere nemmeno un set, superando in finale Jack Sock. All'ultimo mille della stagione, il Paris Masters, viene sconfitto nei quarti di finale per la terza volta consecutiva da Đoković.
A quella che si rivelerà essere la sua ultima partecipazione al Masters viene inserito nel gruppo Stan Smith con Djokovic, Federer e Nishikori. Chiude all'ultimo posto del girone, perdendo tutte e tre le partite e vincendo un solo set contro il giapponese. Chiude l'anno alla posizione nº 6.

### 2016: tredicesimo titolo in carriera e semifinale a Wimbledon
La sua stagione inizia a Doha, dove viene sconfitto in semifinale da Novak Đoković. Agli Australian Open non riesce a superare i quarti di finale, dove viene eliminato da Roger Federer. Viene poi eliminato da Nick Kyrgios in semifinale a Marsiglia e nei quarti di finale a Dubai. Nel primo turno di Coppa Davis contro la Germania, batte Alexander Zverev al quinto set e conquista il punto nel doppio con Radek Štěpánek, prima di ritirarsi sotto di due set contro Philipp Kohlschreiber. A Indian Wells viene sconfitto da Milos Raonic al terzo turno, mentre a Miami riesce a raggiungere i quarti di finale dove viene eliminato da Djokovic.
A Montecarlo viene eliminato all'esordio da Damir Džumhur. Dopo essere stato sconfitto nei quarti di finale a Madrid da Andy Murray subisce a Roma un doppio 6–0 da David Goffin al terzo turno, sua peggior sconfitta della carriera. Raggiunge poi i quarti di finale a Parigi, dove viene sconfitto da Djokovic. Inizia la stagione su erba ad Halle, perdendo al primo turno contro Marcos Baghdatis. A Wimbledon raggiunge la semifinale per la seconda volta in carriera, perdendo quattro set nel corso del torneo. Al penultimo atto viene sconfitto da Murray con un triplo 6–3.
Sul cemento di Toronto si spinge fino ai quarti di finale, ma ancora una volta viene sconfitto da Đoković. A Cincinnati si ferma un turno prima, battuto da Marin Čilić, che vincerà poi il torneo. A causa delle preoccupazioni per la sua salute annuncia il ritiro dalle Olimpiadi. A causa di un problema all'appendice salta il torneo di Winston Salem e gli US Open, fermando così la sua striscia di cinquantadue presenze consecutive negli Slam.
Torna in campo a San Pietroburgo, dove viene sconfitto con un doppio 6–4 da Alexander Zverev in semifinale. La settimana seguente conferma il titolo conquistando l'anno precedente a Shenzhen, superando Richard Gasquet con il punteggio di 7–6(5), 6(2)–7, 6–3. Subisce poi tre sconfitte consecutive a Tokyo, Shanghai e Vienna. A causa di questi risultati il 31 ottobre scende alla posizione nº 11 in classifica, uscendo dopo 330 settimane consecutive dalla Top Ten. Chiude la stagione alla 10ª posizione grazie ai quarti di finale al Paris Masters, non riuscendo però a qualificarsi al Masters per la prima volta dal 2010.

### 2017: semifinale a Wimbledon,  infortuni e uscita dalla Top 15
La sua stagione parte a Doha con la sconfitta contro il nº 1 del mondo Andy Murray in due set. Agli Australian Open, complice anche un sorteggio sfavorevole, viene fermato al terzo turno da Roger Federer; non raggiunge così i quarti di finale per la prima volta dal 2010. Dopo essere scivolato al tredicesimo posto della classifica mondiale raggiunge la semifinale a Rotterdam senza perdere set, ma viene sconfitto da Jo-Wilfried Tsonga con il punteggio di 6–3, 6–4. Esce poi al secondo turno a Dubai, battuto a sorpresa da Robin Haase. A Indian Wells non va oltre il terzo turno, fermato dal lucky loser giapponese Yoshihito Nishioka. La settimana seguente giunge ai quarti a Miami, dove viene sconfitto da Federer in tre set.
Nei tre master sulla terra non va oltre il terzo turno: a Monte Carlo viene sconfitto da Marin Čilić, a Madrid da Alexander Zverev e a Roma da Milos Raonic. Partecipa quindi al torneo di Lione, dove supera Raonic in semifinale, sua prima vittoria contro top 10 della stagione. All'ultimo atto viene sconfitto da Tsonga in due set. All'Open di Francia viene sconfitto a sorpresa al secondo turno in tre set da Karen Chačanov. Inizia la stagione su erba a Stoccarda dove, dopo avere superato Tomic, viene sconfitto da Feliciano López nei quarti di finale. La settimana successiva a Londra è ancora López a eliminarlo nei quarti. Si presenta a Wimbledon accreditato dall'undicesima testa di serie; nei primi due turni supera in quattro set Jérémy Chardy e Ryan Harrison, al terzo ha la meglio su David Ferrer in tre set e al quarto turno batte Dominic Thiem al quinto set. Nei quarti di finale interrompe una striscia di dodici sconfitte consecutive contro Novak Đoković, che si ritira sotto 7-6(2), 2-0. Raggiunge così la sua seconda semifinale consecutiva all'All England Club e viene sconfitto in tre set da Federer.
Dopo avere raggiunto le semifinali a Los Cabos, a causa di un infortunio salta il torneo di Montreal, interrompendo una striscia di sessantaquattro apparizioni consecutive nei Master mille. Torna a Cincinnati ma viene eliminato al primo turno in tre set da un rientrante Juan Martín del Potro. Non va meglio agli US Open, dove viene sconfitto al secondo turno da Aleksandr Dolhopolov in quattro set. Partecipa poi alla Laver Cup, perdendo il suo unico incontro di singolare e i due di doppio. Il due ottobre scende alla posizione nº 20 del ranking, la più bassa dal 2010. Partecipa poi al torneo di Pechino, dove viene sconfitto al secondo turno da Andrej Rublëv. A causa di un infortunio alla schiena non prende parte ad altri tornei e nell'ultima classifica stagionale si trova al 19º posto.

### 2018: Uscita dalla Top 50
Torna a giocare a Doha e viene sconfitto al primo turno, mentre agli Australian Open si spinge fino ai quarti di finale battendo il nº 10 del mondo Juan Martín del Potro al terzo turno e Fabio Fognini negli ottavi, per poi arrendersi a Roger Federer in tre set. A Rotterdam raggiunge i quarti di finale, ma si ritira prima di scendere in campo contro David Goffin. Torna a giocare a Marsiglia e raggiunge i quarti di finale, dove viene sconfitto da Karen Chačanov in due set. Esce poi al terzo turno sia ad Indian Wells che a Miami, sconfitto rispettivamente da Chung Hyeon e Frances Tiafoe.
Durante la stagione su terra battuta subisce quattro sconfitte consecutive a Monte Carlo da Kei Nishikori, a Madrid da Richard Gasquet, a Roma da Denis Shapovalov e a Parigi da Jérémy Chardy. Torna a vincere una partita a Stoccarda, dove batte Benoît Paire prima di cedere a Milos Raonic con un doppio tie-break. Gioca poi al Queen's, dove viene sconfitto al primo turno da Julien Benneteau con il punteggio di 5–7, 6–3, 3–6. A causa del riacutizzarsi dell'infortunio alla schiena decide di mettere fine prematuramente alla sua stagione, chiudendo così l'anno al nº settantuno.

### 2019: il ritiro
Partecipa al torneo di Doha con una wild card e raggiunge la sua ultima finale in carriera, persa contro Roberto Bautista Agut con il punteggio di 4–6, 6–3, 3–6, risultato che gli permette di risalire alla 59ª posizione. Agli Australian Open raggiunge gli ottavi di finale, viene sconfitto da Rafael Nadal in tre set e scivola alla 79ª posizione. A Montpellier perde la semifinale contro Pierre-Hugues Herbert in due set, mentre a Rotterdam, supera Gilles Simon e viene sconfitto da Denis Shapovalov. A Dubai viene eliminato al secondo turno da Borna Ćorić in tre set.
In quella che si rivelerà la sua ultima apparizione in un Masters 1000, viene sconfitto al primo turno di Indian Wells da Feliciano López. Per il riacutizzarsi del problema alla schiena rinuncia a tutta la stagione su terra battuta e ai tornei preparatori su erba. Dopo essere precipitato fuori dai primi cento torna a giocare a Wimbledon con il ranking protetto e viene sconfitto da Taylor Fritz.
I problemi alla schiena lo inducono a saltare i primi tornei della trasferta americana, torna a giocare con una wild card a Winston-Salem, dove supera Andreas Seppi al primo turno e viene sconfitto da Filip Krajinović. Agli US Open esce di scena al primo turno per mano di Jenson Brooksby. Sarà il suo ultimo incontro della carriera, e il 16 novembre a Londra annuncia il ritiro dal tennis agonistico.

## Caratteristiche tecniche
Dotato di una prima di servizio molto potente e di una seconda solida, Tomáš Berdych poteva essere annoverato tra i migliori battitori del circuito. La prima di servizio costituiva al tempo stesso una delle sue principali armi, con la quale era in grado di ottenere molti punti diretti, ma anche una fondamentale fonte di gioco, che spesso gli consentiva di indirizzare lo scambio a proprio favore. La tecnica del servizio era molto classica e si caratterizzava per una “pinpoint stance”, posizione assunta in seguito al cosiddetto foot-up. Unico elemento atipico nel servizio di Berdych era un lancio di palla molto alto. Anche nella risposta Berdych aveva un ottimo fondamentale e, in particolare, era molto aggressivo in risposta alla seconda palla di servizio dell'avversario.
Il gioco da fondo campo era contraddistinto da due fondamentali di rimbalzo molto piatto e da uno scarso utilizzo delle rotazioni, sia offensive che difensive. Il diritto era eseguito con impugnatura “semi-western” e nella maggior parte dei casi con una apertura anticipata. Il rovescio, anch'esso particolarmente piatto, era eseguito con presa bimane, in cui la mano destra (si noti che Berdych è destrimane) presentava un'impugnatura continental, mentre quella sinistra presentava una eastern. L'impugnatura continental della mano destra derivava dal suo rovescio bimane cosiddetto “multi-segmentato” o ad azione multipla, con i due arti che svolgevano una funzione differente: la mano sinistra era la dominante, mentre la destra si limitava a una funzione di sostegno.

## Sponsor ed equipaggiamento
Per tutta la prima parte di carriera Berdych ha sempre utilizzato come sponsor tecnico la Nike, sia per l'abbigliamento che per le scarpe. Nel 2013 Berdych e Nike non rinnovano il contratto di sponsorizzazione relativo all'abbigliamento: il tennista ceco sigla un accordo con l'azienda di abbigliamento svedese H&M, marchio che fa così il proprio debutto nel mondo del tennis.
Al torneo Roland Garros del 2016 è apparso con abbigliamento Adidas Y-3. Dal 2018 al ritiro Berdych è stato sponsorizzato dalla marca Hydrogen.
Per quanto riguarda la racchetta Berdych è stato sponsorizzato dalla Dunlop fino al 2009. Dal 2010 è passato alla Head, adottando il modello Head Radical MP. Nel 2012 è passato al modello Head Youtek IG Instinct MP e dal 2013 al ritiro utilizzava la Head Youtek Graphene Instinct MP, nuova edizione della sua precedente racchetta.

## Vita privata
Ha sposato la modella Ester Sátorová nel 2015. In precedenza era stato fidanzato con la tennista connazionale Lucie Safarova. È un amante dell'hockey sul ghiaccio e un fan degli U2.

## Statistiche

### Singolare

#### Vittorie (13)
| Legenda singolare                                      |
| Grande Slam (0)                                        |
| Tennis Masters Cup / ATP World Tour Finals (0)         |
| ATP Masters Series / ATP Masters 1000 (1)              |
| ATP International Series Gold / ATP World Tour 500 (3) |
| ATP International Series / ATP World Tour 250 (9)      |

| N.  | Data             | Torneo                                        | Superficie    | Avversario in finale   | Punteggio               |
| 1.  | 3 ottobre 2004   | Campionati Internazionali di Sicilia, Palermo | Terra rossa   | Filippo Volandri       | 6–3, 6–3                |
| 2.  | 6 novembre 2005  | Paris Masters, Parigi                         | Sintetico (i) | Ivan Ljubičić          | 6–3, 6–4, 3–6, 4–6, 6–4 |
| 3.  | 17 giugno 2007   | Halle Open, Halle                             | Erba          | Marcos Baghdatis       | 7–5, 6–4                |
| 4.  | 5 ottobre 2008   | Japan Open Tennis Championships, Tokyo        | Cemento       | Juan Martín del Potro  | 6–1, 6–4                |
| 5.  | 10 maggio 2009   | BMW Open, Monaco di Baviera                   | Terra rossa   | Michail Južnyj         | 6–4, 4–6, 7–6(5)        |
| 6.  | 9 ottobre 2011   | China Open, Pechino                           | Cemento       | Marin Čilić            | 3–6, 6–4, 6–1           |
| 7.  | 5 febbraio 2012  | Open Sud de France, Montpellier               | Cemento (i)   | Gaël Monfils           | 6–2, 4–6, 6–3           |
| 8.  | 21 ottobre 2012  | Stockholm Open, Stoccolma (1)                 | Cemento (i)   | Jo Wilfried Tsonga     | 4–6, 6–4, 6–4           |
| 9.  | 16 febbraio 2014 | Rotterdam Open, Rotterdam                     | Cemento (i)   | Marin Čilić            | 6–4, 6–2                |
| 10. | 19 ottobre 2014  | Stockholm Open, Stoccolma (2)                 | Cemento (i)   | Grigor Dimitrov        | 5–7, 6–4, 6–4           |
| 11. | 5 ottobre 2015   | Shenzhen Open, Shenzhen (1)                   | Cemento       | Guillermo García López | 6–3, 7–6(7)             |
| 12. | 25 ottobre 2015  | Stockholm Open, Stoccolma (3)                 | Cemento (i)   | Jack Sock              | 7–6(1), 6–2             |
| 13. | 2 ottobre 2016   | Shenzhen Open, Shenzhen (2)                   | Cemento       | Richard Gasquet        | 7–6(5), 6(2)–7, 6–3     |

#### Finali perse (19)
| Legenda singolare                                      |
| Grande Slam (1)                                        |
| Tennis Masters Cup / ATP World Tour Finals (0)         |
| ATP Masters Series / ATP Masters 1000 (3)              |
| ATP International Series Gold / ATP World Tour 500 (4) |
| ATP International Series / ATP World Tour 250 (11)     |

| N.  | Data              | Torneo                                     | Superficie  | Avversario in finale  | Punteggio        |
| 1.  | 17 luglio 2005    | Swedish Open, Båstad (1)                   | Terra rossa | Rafael Nadal          | 6–2, 2–6, 4–6    |
| 2.  | 18 giugno 2006    | Halle Open, Halle                          | Erba        | Roger Federer         | 0–6, 7–6(4), 2–6 |
| 3.  | 2 ottobre 2006    | Kingfisher Airlines Tennis Open, Mumbai    | Cemento     | Dmitrij Tursunov      | 3–6, 6–4, 6(5)–7 |
| 4.  | 13 luglio 2008    | Swedish Open, Båstad (2)                   | Terra rossa | Tommy Robredo         | 4–6, 1–6         |
| 5.  | 4 aprile 2010     | Miami Open, Miami                          | Cemento     | Andy Roddick          | 5–7, 4–6         |
| 6.  | 4 luglio 2010     | Torneo di Wimbledon, Londra                | Erba        | Rafael Nadal          | 3–6, 5–7, 4–6    |
| 7.  | 13 maggio 2012    | Madrid Open, Madrid                        | Terra blu   | Roger Federer         | 6–3, 5–7, 5–7    |
| 8.  | 25 agosto 2012    | Pilot Pen Tennis, Winston-Salem            | Cemento     | John Isner            | 6–3, 4–6, 6(9)–7 |
| 9.  | 24 febbraio 2013  | Open 13, Marsiglia                         | Cemento (i) | Jo-Wilfried Tsonga    | 6–3, 6(6)–7, 4–6 |
| 10. | 2 marzo 2013      | Dubai Tennis Championships, Dubai (1)      | Cemento     | Novak Đoković         | 5–7, 3–6         |
| 11. | 29 settembre 2013 | Thailand Open, Bangkok                     | Cemento (i) | Milos Raonic          | 6(4)–7, 3–6      |
| 12  | 1º marzo 2014     | Dubai Tennis Championships, Dubai (2)      | Cemento     | Roger Federer         | 6–3, 4–6, 3–6    |
| 13. | 4 maggio 2014     | Portugal Open, Oeiras                      | Terra rossa | Carlos Berlocq        | 6–0, 5–7, 1–6    |
| 14. | 5 ottobre 2014    | China Open, Pechino                        | Cemento     | Novak Đoković         | 0–6, 2–6         |
| 15. | 10 gennaio 2015   | Qatar Open ATP, Doha (1)                   | Cemento     | David Ferrer          | 4–6, 5–7         |
| 16. | 15 febbraio 2015  | Rotterdam Open, Rotterdam                  | Cemento (i) | Stan Wawrinka         | 6–4, 3–6, 4–6    |
| 17. | 19 aprile 2015    | Monte Carlo Masters, Monte Carlo           | Terra rossa | Novak Đoković         | 5–7, 6–4, 3–6    |
| 18. | 27 maggio 2017    | Open Parc Auvergne-Rhône-Alpes Lyon, Lione | Terra rossa | Jo Wilfried Tsonga    | 6(2)–7, 5–7      |
| 19. | 5 gennaio 2019    | Qatar Open ATP, Doha (2)                   | Cemento     | Roberto Bautista Agut | 4–6, 6–3, 3–6    |

### Doppio

#### Vittorie (2)
| Legenda doppio                                         |
| Grande Slam (0)                                        |
| Tennis Masters Cup / ATP World Tour Finals (0)         |
| ATP Masters Series / ATP Masters 1000 (0)              |
| ATP International Series Gold / ATP World Tour 500 (1) |
| ATP International Series / ATP World Tour 250 (1)      |

| N. | Data             | Torneo                    | Superficie  | Compagno         | Avversari in finale                  | Punteggio        |
| 1. | 23 febbraio 2008 | Rotterdam Open, Rotterdam | Cemento (i) | Dmitrij Tursunov | Philipp Kohlschreiber Michail Južnyj | 7–5, 3–6, [10–7] |
| 2. | 3 gennaio 2014   | Qatar Open ATP, Doha      | Cemento     | Jan Hájek        | Alexander Peya Bruno Soares          | 6–4, 6–2         |

#### Finali perse (1)
| Legenda doppio            |
| Grande Slam (0)           |
| ATP World Tour Finals (0) |
| ATP Masters 1000 (0)      |
| ATP World Tour 500 (1)    |
| ATP World Tour 250 (0)    |

| N. | Data          | Torneo                                | Superficie | Compagno       | Avversari in finale     | Punteggio           |
| 1. | 8 agosto 2010 | Legg Mason Tennis Classic, Washington | Cemento    | Radek Štěpánek | Mardy Fish Mark Knowles | 6–4, 6(7)–7, [7–10] |